# Paulus Roetter

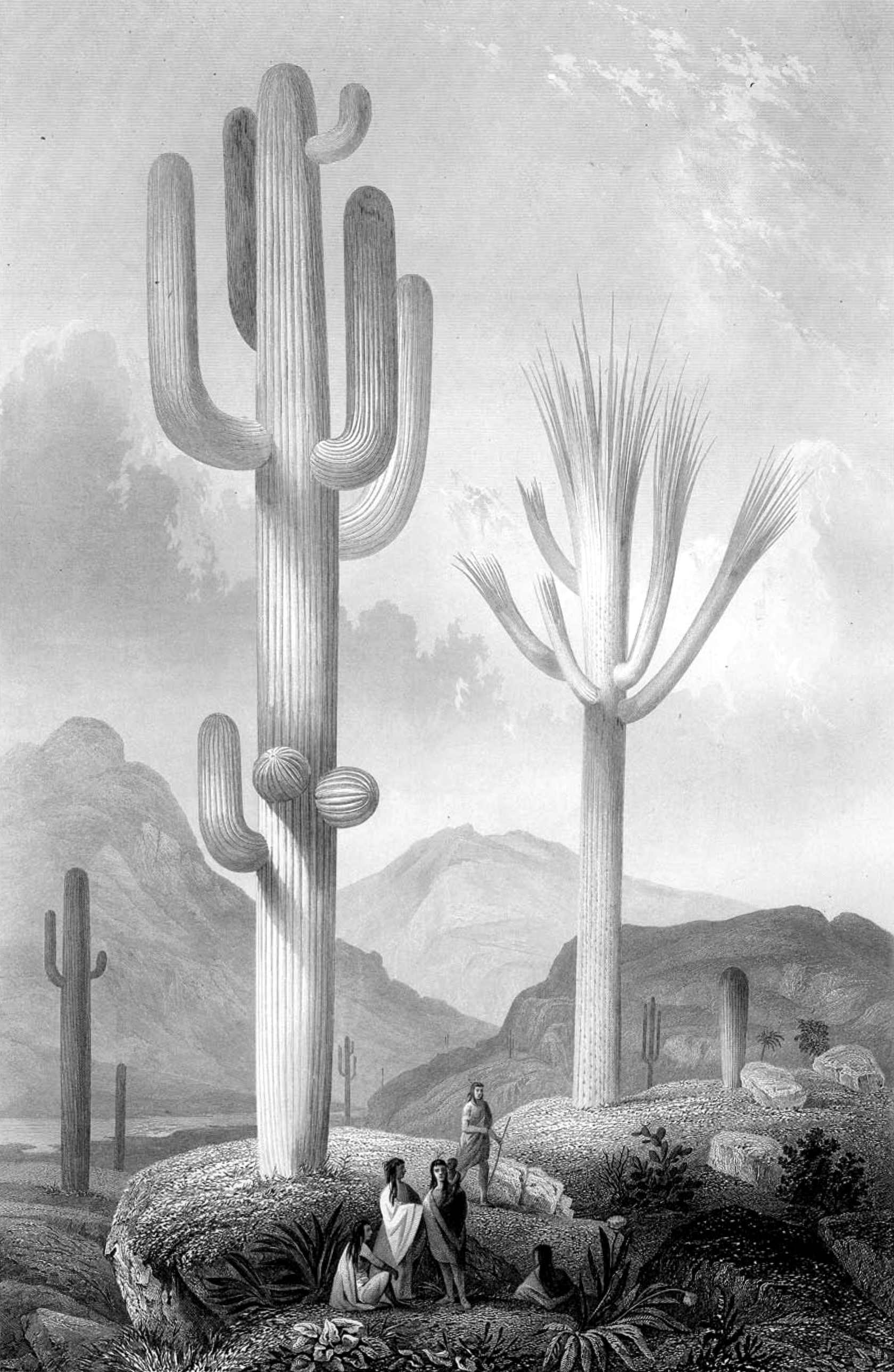
Von Paulus Roetter stammt der Frontispiz von George Engelmanns Cactaceae of the Boundary. Er zeigt eine Ansicht entlang des Gila Rivers mit der Kakteenart Carnegiea gigantea.

Paulus Roetter (* 4. Januar 1806 in Nürnberg; † 11. November 1894 in St. Louis) war ein deutschamerikanischer Landschafts- und Pflanzenzeichner.

## Leben und Wirken
Paulus Roetter studierte in Düsseldorf und München Kunst. 1825 ließ er sich in der Schweiz nieder. Dort unterrichtete er Kunst und malte Landschaftsminiaturen. 1845 wanderte er in die Vereinigten Staaten nach St. Louis aus. Er wurde als evangelischer Pfarrer und Lehrer tätig. Für George Engelmann fertigte er sämtliche Zeichnungen für dessen 1859 erschienene Monografie Cactaceae of the Boundary über die Kakteengewächse im mexikanischen Grenzgebiet an. Nach dem Amerikanischen Bürgerkrieg zog Roetter nach Cambridge, um mit Louis Agassiz an der Harvard University zusammenzuarbeiten. Er wurde Dozent für botanisches Zeichnen an Agassiz’ Anderson School of Natural History auf Penikese Island. 1884 kehrte Roetter nach St. Louis zurück.

## Ehrentaxon
George Engelmann benannte ihm zu Ehren die Art Cereus roetteri der Pflanzenfamilie der Kakteengewächse (Cactaceae).

## Nachweise